# Nuoto ai campionati europei di nuoto 2014 - 50 metri stile libero femminili
La gara dei 50 metri stile libero femminili degli Europei 2014 si è svolta il 23-24 agosto. Le qualifiche per la semifinale si sono svolte la mattina del 23 agosto 2014, mentre la semifinale si è svolta la sera dello stesso giorno. La finale, invece, si è svolta la sera del 24 agosto 2014.

## Medaglie
| Posizione | Atleta            | Paese       |
| --------- | ----------------- | ----------- |
| Oro       | Francesca Halsall | Regno Unito |
| Argento   | Sarah Sjöström    | Svezia      |
| Bronzo    | Jeanette Ottesen  | Danimarca   |

## Record
Prima della manifestazione il record del mondo (RM), il record europeo (EU) e il record dei campionati (RC) erano i seguenti.
| Record mondiale       | 23"73 | Britta Steffen Germania      | 2 agosto 2009 Roma, Italia           |
| Record europeo        | 23"73 | Britta Steffen Germania      | 2 agosto 2009 Roma, Italia           |
| Record dei campionati | 24"09 | Marleen Veldhuis Paesi Bassi | 24 marzo 2008 Eindhoven, Paesi Bassi |

Durante la competizione non sono stati migliorati record.

## Risultati

### Batterie
| Pos. | Batteria | Corsia | Atleta                  | Nazionalità          | Tempo | Note |
| ---- | -------- | ------ | ----------------------- | -------------------- | ----- | ---- |
| 1    | 4        | 4      | Sarah Sjöström          | Svezia               | 24"38 | Q    |
| 2    | 3        | 4      | Jeanette Ottesen        | Danimarca            | 24"67 | Q    |
| 3    | 5        | 3      | Dorothea Brandt         | Germania             | 24"77 | Q    |
| 3    | 5        | 4      | Francesca Halsall       | Regno Unito          | 24"77 | Q    |
| 5    | 4        | 5      | Pernille Blume          | Danimarca            | 25"03 | Q    |
| 6    | 5        | 7      | Therese Alshammar       | Svezia               | 25"06 | Q    |
| 7    | 3        | 3      | Anna Santamans          | Francia              | 25"15 | Q    |
| 8    | 3        | 7      | Maud van der Meer       | Paesi Bassi          | 25"18 | Q    |
| 8    | 5        | 6      | Elizaveta Bazarova      | Russia               | 25"18 | Q    |
| 10   | 5        | 5      | Aljaksandra Herasimenja | Bielorussia          | 25"19 | Q    |
| 11   | 4        | 7      | Silvia Di Pietro        | Italia               | 25"22 | Q    |
| 12   | 5        | 2      | Erika Ferraioli         | Italia               | 25"33 | Q    |
| 13   | 4        | 6      | Aleksandra Urbańczyk    | Polonia              | 25"36 | Q    |
| 14   | 3        | 5      | Inge Dekker             | Paesi Bassi          | 25"38 | Q    |
| 15   | 3        | 1      | Julie Levisen           | Danimarca            | 25"46 |      |
| 15   | 4        | 2      | Michelle Coleman        | Svezia               | 25"46 |      |
| 17   | 3        | 2      | Rūta Meilutytė          | Lituania             | 25"54 |      |
| 18   | 5        | 1      | Darya Stepanyuk         | Ucraina              | 25"55 | Q    |
| 19   | 3        | 6      | Hanna-Maria Seppälä     | Finlandia            | 25"58 | Q    |
| 20   | 4        | 1      | Birgit Koschischek      | Austria              | 25"59 |      |
| 21   | 4        | 8      | Yuliya Khitraya         | Bielorussia          | 25"65 |      |
| 22   | 3        | 8      | Cecilie Johannessen     | Norvegia             | 25"72 |      |
| 23   | 2        | 3      | Anna Kolárová           | Rep. Ceca            | 25"87 |      |
| 24   | 2        | 0      | Nina Rangelova          | Bulgaria             | 25"91 |      |
| 25   | 5        | 9      | Svetlana Khokhlova      | Bielorussia          | 25"97 |      |
| 25   | 5        | 0      | Jolien Sysmans          | Belgio               | 25"97 |      |
| 27   | 4        | 0      | Fatima Gallardo         | Spagna               | 25"99 |      |
| 28   | 2        | 5      | Tess Grossmann          | Estonia              | 26"02 |      |
| 29   | 3        | 0      | Marija Kameneva         | Russia               | 26"08 |      |
| 30   | 2        | 4      | Magdalena Kuras         | Svezia               | 26"12 |      |
| 31   | 3        | 9      | Ilse Kraaijeveld        | Paesi Bassi          | 26"15 |      |
| 32   | 2        | 6      | Anna Dowgiert           | Polonia              | 26"26 |      |
| 32   | 4        | 9      | Miroslava Najdanovski   | Serbia               | 26"26 |      |
| 34   | 2        | 7      | Mimosa Jallow           | Finlandia            | 26"36 |      |
| 35   | 2        | 8      | Eva Gliožerytė          | Lituania             | 26"55 |      |
| 36   | 2        | 2      | Ingibjörg Jónsdóttir    | Islanda              | 26"92 |      |
| 37   | 1        | 4      | Julia Kukla             | Austria              | 27"33 |      |
| 38   | 1        | 5      | Ivana Ninković          | Bosnia ed Erzegovina | 27"35 |      |
| 39   | 1        | 3      | Katharina Egger         | Austria              | 27"50 |      |
| 40   | 1        | 6      | Monika Vasilyan         | Armenia              | 27"72 |      |
| —    | 2        | 1      | Anna Mäkinen            | Finlandia            |       | DNS  |
| —    | 2        | 9      | Shauna Lee              | Regno Unito          |       | DNS  |
| —    | 4        | 3      | Femke Heemskerk         | Paesi Bassi          |       | DNS  |
| —    | 5        | 8      | Mie Nielsen             | Danimarca            |       | DNS  |

### Semifinali

#### Semifinali 1
| Pos. | Corsia | Atleta                  | Nazionalità | Tempo | Note |
| ---- | ------ | ----------------------- | ----------- | ----- | ---- |
| 1    | 5      | Francesca Halsall       | Regno Unito | 24"45 | Q    |
| 2    | 4      | Jeanette Ottesen        | Danimarca   | 24"55 | Q    |
| 3    | 1      | Inge Dekker             | Paesi Bassi | 24"86 | Q    |
| 4    | 3      | Therese Alshammar       | Svezia      | 24"99 | Q    |
| 5    | 2      | Aljaksandra Herasimenja | Bielorussia | 25"20 |      |
| 6    | 6      | Maud van der Meer       | Paesi Bassi | 25"26 |      |
| 7    | 7      | Erika Ferraioli         | Italia      | 25"38 |      |
| 8    | 8      | Hanna-Maria Seppälä     | Finlandia   | 25"55 |      |

#### Semifinali 2
| Pos. | Corsia | Atleta               | Nazionalità | Tempo | Note |
| ---- | ------ | -------------------- | ----------- | ----- | ---- |
| 1    | 4      | Sarah Sjöström       | Svezia      | 24"39 | Q    |
| 2    | 5      | Dorothea Brandt      | Germania    | 24"60 |      |
| 3    | 2      | Elizaveta Bazarova   | Russia      | 24"94 | Q    |
| 4    | 6      | Anna Santamans       | Francia     | 25"03 | Q    |
| 5    | 7      | Silvia Di Pietro     | Italia      | 25"04 | Q    |
| 6    | 3      | Pernille Blume       | Danimarca   | 25"12 |      |
| 7    | 1      | Aleksandra Urbańczyk | Polonia     | 25"31 |      |
| 8    | 8      | Darya Stepanyuk      | Ucraina     | 25"44 |      |

### Finale
| Pos. | Corsia | Atleta             | Nazionalità | Tempo | Note |
| ---- | ------ | ------------------ | ----------- | ----- | ---- |
|      | 5      | Francesca Halsall  | Regno Unito | 24"32 |      |
|      | 4      | Sarah Sjöström     | Svezia      | 24"37 |      |
|      | 3      | Jeanette Ottesen   | Danimarca   | 24"53 |      |
| 4    | 1      | Anna Santamans     | Francia     | 24"81 |      |
| 5    | 8      | Silvia Di Pietro   | Italia      | 24"84 |      |
| 6    | 2      | Elizaveta Bazarova | Russia      | 24"91 |      |
| 7    | 6      | Inge Dekker        | Paesi Bassi | 25"01 |      |
| 8    | 7      | Therese Alshammar  | Svezia      | 25"20 |      |